# Pepe Pan Dziobak
Pepe Pan Dziobak (znany również jako Agent P lub po prostu Pepe) – antropomorficzny dziobak z serialu animowanego Fineasz i Ferb. Postać Pepe Pana Dziobaka została stworzona przez twórców serialu, Dana Povenmire i Jeffa Marsha. Zarówno w wersji angielskiej, jak i polskiej głosu Pepe użycza Dee Bradley Baker. Postać Pepe pojawiła się po raz pierwszy w pilotowym odcinku Kolejka. Pepe jest przedstawiany jako główna postać drugiego planu wraz z jego nemesis Heinzem Dundersztycem.
Pepe jest udomowionym dziobakiem z przybranej rodziny Flynn-Fletcher, przez którą jest uważany za bezmyślnego. W tajemnicy prowadzi jednak podwójne życie jako członek zwierzęcej agencji O.B.F.S („Organizacja Bez Fajnego Skrótu”). Jest zaangażowany w codzienne potyczki z Doktorem Dundersztycem, szalonym naukowcem, który marzy o przejęciu kontroli nad obszarem Trzech Stanów za pomocą swoich wymyślnych projektów.

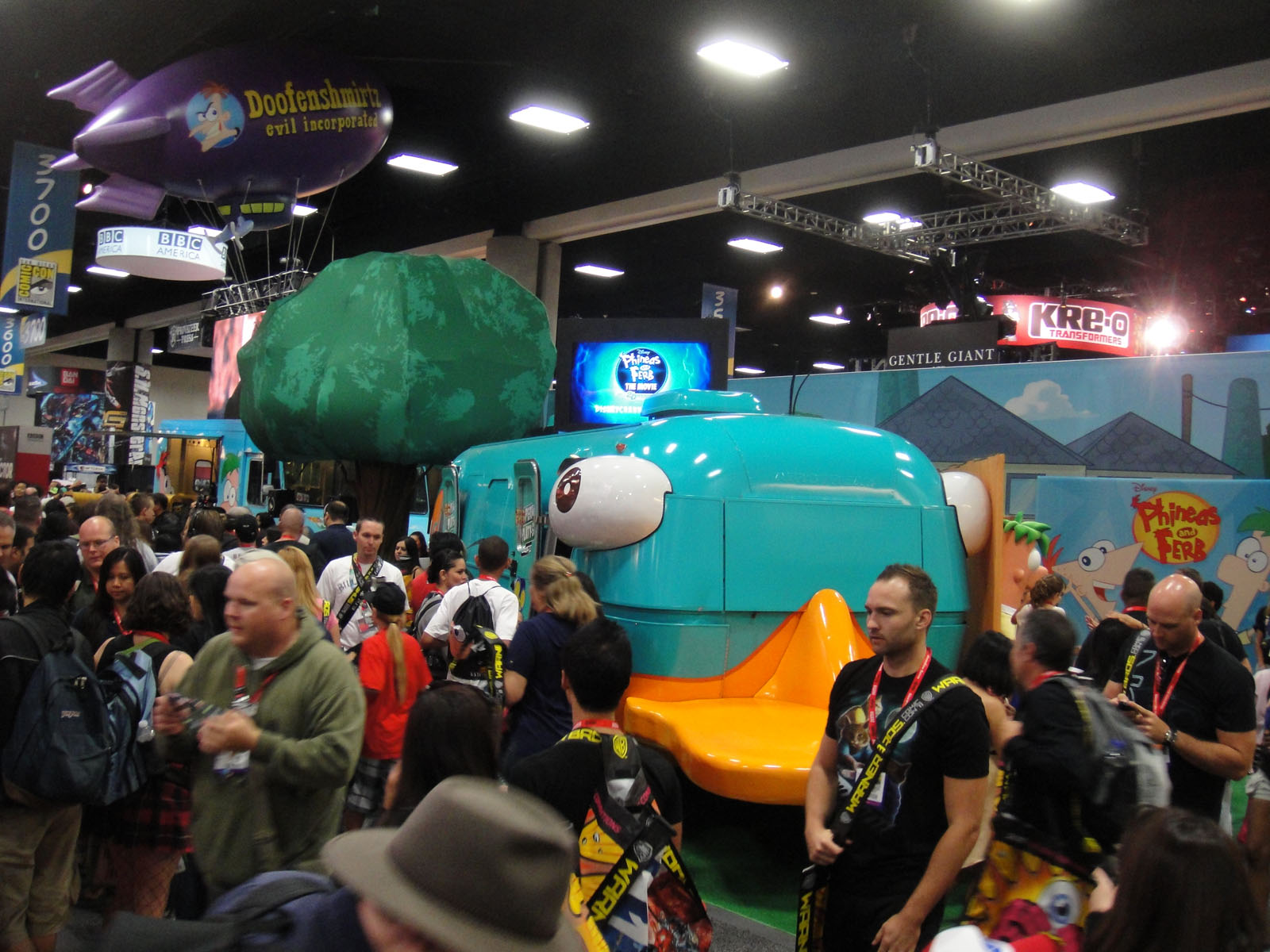
Konstrukcja na kształt Pepe Pana Dziobaka

Pepe został stworzony jako dziobak ze względu na niezwykły wygląd zwierzęcia oraz małą wiedzę społeczeństwa na ich temat. Opinie krytyków, zarówno profesjonalistów jak i fanów, na temat postaci są w większości pozytywne. W marketingu postać Pepe Pana Dziobaka występuje jako pluszowe zabawki i na t-shirtach. Pojawia się również w książkach i grze na konsolę Nintendo DS na podstawie serialu. Obecnie Pepe jest powszechnie znaną postacią, najbardziej popularną w Ameryce i Wielkiej Brytanii.

## Rola w serialu
Pepe jest posłusznym udomowionym dziobakiem przybranej rodziny Flynn-Fletcher. W tajemnicy przed nimi, Pepe wiedzie podwójne życie jako tajny agent pracujący dla zwalczającej przestępczość agencji „O.B.F.S” (O.W.C.A) pod kryptonim „Agent P”. Otrzymuje rozkazy od swego przełożonego Majora Monograma, poprzez ekran telewizyjny w swojej wielkiej, rozwiniętej technologicznie kryjówce pod ziemią. Codziennie angażuje się w walkę ze złym, szalonym naukowcem Heinzem Dundersztycem, który próbuje za pomocą wynalazków przejąć władzę na obszarze Trzech Stanów. Pepe zawsze jest w stanie pokrzyżować Dundersztycowi plany i prowadzi do destrukcji wynalazków jego właścicieli, Fineasza Flynna i Ferba Fletchera, które budują w celu lepszego spędzenia lata. Fineasz i Ferb mają świadomość, że istnieje siła, która sprawia, że ich projekty znikają, ale nie wiedzą, że Pepe jest tego przyczyną. Zniknięcie projektu braci doprowadza do szaleństwa ich siostrę Fretkę, która chce ich przyłapać i dowiedzieć się gdzie znikają dzieła Fineasza i Ferba oraz pokazać to mamie.
Pepe i Dundersztyc na pierwszy rzut oka czują do siebie wstręt i są wrogami od pierwszego spotkania, jednak bardzo często są serdeczni w stosunku do siebie i według Doktora Dundersztyca, Pepe jest jego najlepszym przyjacielem. Walki pomiędzy Pepe a Dundersztycem zawsze przebiegają według tradycyjnego schematu. Dundersztyc obmyśla zły plan, który Pepe, poinformowany przez Majora Monograma ma zamiar powstrzymać. Po przybyciu do szalonego naukowca, Pepe trafia w pułapkę i zostaje dokładnie zapoznany z szalonym pomysłem Dundersztyca, zwykle powiązanym z jego traumatycznymi przeżyciami z dzieciństwa. Następnie dziobak uwalnia się i pokonuje doktora w pojedynku. Obaj zwykle trzymają się planu akcji, więc gdy Pepe czasami nie przybywa do Dundersztyca, naukowiec martwi się jego nieobecnością, lecz ma nadzieję, że zdarzyło mu się coś złego.